# Харингтон Парк (Њу Џерзи)
Харингтон Парк (енгл. Harrington Park) град је у америчкој савезној држави Њу Џерзи.

## Демографија
По попису из 2010. године број становника је 4.664, што је 76 (-1,6%) становника мање него 2000. године.
| Група             | 2000.         | 2010.         |
| Белци             | 3.869 (81,6%) | 3.592 (77,0%) |
| Афроамериканци    | 32 (0,7%)     | 32 (0,7%)     |
| Азијати           | 695 (14,7%)   | 813 (17,4%)   |
| Хиспаноамериканци | 122 (2,6%)    | 163 (3,5%)    |
| Укупно            | 4.740         | 4.664         |